# Nádler István
Nádler István (Visegrád, 1938. november 29. –) Kossuth-díjas magyar festő.
Az 1960-as években indult magyar neoavantgárd képzőművészeti mozgalom egyik elindítója és jeles képviselője, az Iparterv kiállításainak résztvevője és Bak Imrével, Fajó Jánossal a Budapesti Műhely alapítója.

## Életpályája
Már gyermekkorában megszállottan festette a villámokat. 1954 és 1958 közt végezte el a Képzőművészeti Gimnáziumot, felsőfokú festészeti és grafikai tanulmányokat 1958–1963 között folytatott a Magyar Képzőművészeti Főiskolán, mestere Hincz Gyula volt. Tiszteletbeli mesterei voltak: Édouard Manet, Kazimir Malevics, Mondrian, Giacometti és Egry József.
A Zuglói Körhöz kapcsolódott, majd 1964-ben a Károlyi Mihály Alapítvány meghívására Franciaországba utazott tanulmányútra, az alapítvány Vence művésztelepén festett, majd 1966-ban Párizsba látogatott.
1968-ban az Ipari Épülettervező Vállalat, egy belvárosi tervezőintézet székházának dísztermében állított ki tíz másik neoavantgárd művésszel együtt, ebben a kiállító képzőművész csoportban a geometrikus új absztrakció vonalát képviselte ekkor Nádler Bak Imrével együtt.
1972-ben a Folkwang Múzeum ösztöndíjával Essenben, az NSZK-ban festett. 1976-ban a finnországi Kuopio, 1977-ben a csehországi Moravany művésztelepen alkotott.
Az 1970-es években Bak Imre, Fajó János, Nádler István együttműködéséből létrejött a Műhely, amelyet később Budapesti Műhelynek, vagy egyszerűen Pesti Műhelynek neveztek. Hozzájuk csatlakozott Mengyán András, Keserü Ilona és más festők. E műhely tevékenysége elhalt az 1980-as évek végén, de szellemének termékenyítő hatása bármikor visszatér(het), hiszen a népszerűsítő múzeumi éjszakák, a rendszeres és időközi tárlatok eredményei mutatják, hogy ma is szükséges a közönséghez közelebb vinni a kortárs művészeti törekvéseket, mert van rá igény.
Az 1990-es évek közepén újra Nyugat-Európába látogatott, Rómába, Firenzébe és Lisszabonba, majd 2000-es évek közepén a svájci Zugba és Berlinbe. Budapesten és a Balaton közeli Feketebácson alkot.

## Művészete
Művészetét a klasszikusok tanulmányozása mellett az absztrakt festészet, Kazimir Szeverinovics Malevics szuprematizmusa, a konstruktivizmus, a szürrealizmus, az informel, a harde-edge beható tanulmányozása, s a feketebácsi természeti környezet mind a mai napig jótékonyan befolyásolja. Inspirálják a magyar népművészet motívumai, az európai klasszikus zene (Claude Debussy), s a tradicionális távol-keleti zenék (japán tradicionális dobzene, tibeti szertartások muzsikája). Metaforikus kifejező ereje és motívumai segítették abban, hogy strukturális geometrikus absztrakcióiba egyedi módon beleépítse a gesztusfestészetet. Grafikákat és szobrokat is készít. Néhány festménye és róla készült művészi fotók láthatók Nagy Miklós műgyűjtő és fotóművész honlapján.

## Művei (válogatás)
- 1963 Niké (Kolozsváry gyűjtemény)
- 1970 Mimózafa (A művész tulajdonában)
- 1974 Plasztikus átló : triptichon (Fővárosi Képtár)
- 1982 Debussy: A tenger (Kolozsváry gyűjtemény)
- 1985 Hommage à Malevics c. sorozat (magántulajdonban)
- 1988 Földi (olaj, vászon, 160 x 120 cm)
- 1989 Időtlen I-II. (olaj, vászon, 200 x 140 cm)
- 1991 Hommage à Greco c. sorozat
- 1991 Szabadság zászlaja
- 1992-1993 Római képek c. sorozat
- 1993 Firenze ciklus
- 1994 Hommage à Bartók[6] (olaj, vászon, 160 x 120 cm)
- 1994-1995 Háromszögek c. sorozat
- 1995-1996 Feketebács/Kiscell I-VI.
- 1997 Úton I-IV.[7]
- 1997 Cím nélkül[8]
- 2001 Egy (A művész tulajdonában)
- 2003 Zug (olaj, vászon)
- 2003 Hommage á Ligeti György 80. (24 képből álló sorozat)
- 2006 Hommage á Mulasics László[9]
- 2006 Esterházy Péter portréja I-III.[10] (III. olaj, vászon, 100 x 70 cm)

## Egyéni kiállításai (válogatott)
- 1964 Petri-Galla Pál lakása, Budapest (Csiky Tiborral)
- 1966 Művelődési Ház, Szentendre (Deim Pállal, Kósa Sipos Lászlóval)
- 1968 G. Müller, Stuttgart, NSZK (Bak Imrével)
- 1970 Fényes Adolf Terem, Budapest (Jovánovics Györggyel)
- 1975 IPARTERV, Budapest
- 1977 Városi Galéria, Hajdúszoboszló
- 1978 Józsefvárosi Galéria; KLTE, Debrecen (Csiky Tiborral)
- 1979 Jósa András Múzeum, Nyíregyháza; Ifjúsági Ház, Székesfehérvár
- 1981 Óbudai Pincegaléria; Csók Képtár, Székesfehérvár; Színháztéri Galéria, Pécs; Művelődési Ház, Paks; Fészek Klub, Budapest
- 1982 Holbein H., Augsburg
- 1983 Salamon torony, Visegrád
- 1985 Gyűjteményes kiállítás, Műcsarnok, Budapest
- 1986 G. Steinek, Bécs; G. Eremitage, Berlin; G. Kutscha, Salzburg; Hincz G., Vác; XLII. Velencei B. (Bak Imrével, Birkás Ákossal, Kelemen Károllyal)
- 1987 G. Salambo, Párizs; Fészek Galéria, Budapest; Francia Intézet, Budapest; G. C., Klagenfurt
- 1989 G. Heinz Wenk, Dortmund; G. am Kleinen Markt, Mannheim (Borbás Klárával); Duna Menti Múzeum, Komárom (Bak Imrével); Dům umění města Brna, Csehszlovákia (Bak Imrével)
- 1990 G. Umeni, Karlovy Vary, Csehország (Bak Imrével); Neue G. am Landesm. Joanneum, Graz
- 1991 Stadt Gallery, Wels, Anglia
- 1992 Fészek Galéria, Budapest; Pandora Galéria, Badacsonytomaj
- 1993 Ernst Múzeum, Budapest; Róma; Kunstverein Göppingen, Stuttgart, Németország
- 1994 G. Villa Rolandseck, Rolandseck, Németország
- 1995 Goethe Intézet, Budapest; Villa Romana, Firenze
- 1996 Óbudai Társaskör Galéria
- 1997 XO Galéria, Budapest; Fészek Galéria, Budapest; Galerie Waszkowiak,[11] Berlin
- 1998 Műgyűjtők Galéria, Budapest[12]
- 1999 Parun, Észtország; Aboa Vetus és Ars Nova M., Turku, Finnország
- 2001 Műcsarnok, Budapest
- 2004 EUROART, Várfok Galéria, Budapest; Hommage a Ligeti György 80, Dorottya Galéria, Budapest[13]
- 2006 Új képek és Esterházy Péter portréja : akadémiai székfoglaló kiállítás (Megnyitja Eszterházy Péter), Várfok Galéria, Budapest[14]
- 2005 Portál Galéria, Budapest; Galéria IX., Budapest, Ráday utca; Társalgó Galéria, Budapest
- 2006 Francia Intézet, Budapest (Esterházy Péter portréjának bemutatása a Várfok Galéria gyűjteményéből.)
- 2007 Fészek Galéria, Budapest[15]
- 2008 Függőleges[16]Ludwig Múzeum, Budapest; Új művek[17] Keller Galéria, Párizs; Nádler István retrospektív kiállítása,[18]

## Csoportos kiállításai (válogatott)
- 1966 Ady Endre Művelődési Ház, Budapest; Új törekvések, Ferihegy
- 1967 Dunakanyar I., Vác
- 1968 Kunstmarkt, Köln; Iparterv I., IPARTERV aulája, , Budapest
- 1969 Konkretisták, Karlovy Vary; Kassák emlékére, Csók Képtár, Székesfehérvár; Kortársaink, Fészek Klub, Budapest; Iparterv II., IPARTERV aulája, Budapest
- 1970 6 ungarische Künstler, Oldenburg, NSZK; Mozgás ’70, Janus Pannonius Múzeum Modern Képtár, Pécs; 3. Nemzetközi Biennálé, Krakkó; R-kiállítás, BME, Budapest
- 1971 Hat magyar művész, G. Griechenbeisl, Bécs; Magyar művészek, G. Wildeshausen, Wildeshausen, NSZK; Új művek, Műcsarnok, Budapest; Kísérleti kiállítás, Magyar Nemzeti Galéria, Budapest
- 1972 Patronat Premi International Dibuix Joan Miro, Barcelona; Spanyolország Hat magyar művész, G. 15, Graz, Ausztria; Magyar avantgárd ’72, Kunstverein Vechta, Vechta, NSZK
- 1973 Jürgen Weichardt-gyűjtemény, Kunsthalle, Wilhelmshaven, NSZK; Hat magyar konstruktivista, Forum Kunst, Rottweil, NSZK; Kopernikusz-emlékkiállítás, BME, Budapest
- 1974 XX. századi magyar grafika, Savaria Múzeum, Szombathely
- 1975 Magyar konstruktivisták, Városi Múzeum, Bonn, NSZK; Magyar avantgárd, G. R., Nürnberg
- 1976 Budapesti Műhely, Munkácsy Mihály Múzeum, Békéscsaba; Magyar avantgárd, Galerie von Bartha, Bázel; Nemzetközi Grafikai Biennálé, Friedrichstadt, NSZK; Magyar konstruktivista tendenciák, Színháztéri Galéria, Pécs
- 1978 Szobrászat ’78, Műcsarnok, Budapest; Magyar konstruktivista művészet 1920-77, Utrecht
- 1979 VI. Országos Kisplasztikai Biennálé, Pécs; Kortárs magyar művészet, Csók Képtár, Székesfehérvár
- 1980 Iparterv 1968-80, IPARTERV, Budapest; Magyar konstruktivizmus, Heiene-Onstadt Kunstcenter, Alborg, Dánia; Tendenciák 1970-80. I., Új magyar művészet 1970-ben, Óbuda Galéria, Budapest; Tendenciák 1970-80. III. Geometrikus és strukturális törekvések a 70-es évek művészetében, Óbuda Galéria, Budapest
- 1981 VII. Országos Kisplasztikai Biennálé, Pécs; Festészet, Budapesti Történeti Múzeum; Magyar művészet 1905–1980, Kunsthall, Göteborg; Új szenzibilitás, Fészek Klub, Budapest; Magyar konstruktivista művészet, Galerija Suvremene Umjenosti, Zágráb
- 1982 Rajz/Drawing, Pécsi Galéria, Pécs; Irányzatok a mai magyar festészetben, M. Cantini, Marseille, Franciaország; Nemzetközi Festészeti Fesztivál, Cagnes-sur-Mer, Franciaország
- 1983 Szocialista Országok Festészeti Biennáléja, Szczecin, Lengyelország; Táj/Landscape, Pécsi Galéria
- 1984 Frissen festve, Ernst Múzeum, Budapest
- 1985 40 alkotóév, Műcsarnok, Budapest; Magyar festők három nemzedéke, Neue G. am Landesm. Joanneum, Graz, Ausztria; Magyar festők három nemzedéke, Műcsarnok, Budapest; Új szenzibilitás III. , Budapest
- 1986 Eklektika ’85, Magyar Nemzeti Galéria, Budapest; Kisplasztikai Triennálé, Fellbach, NSZK
- 1987 Régi és új avantgárd : 1967–1975. A 20. század magyar művészete, Csók Képtár, Székesfehérvár; Új szenzibilitás IV. , Pécsi Galéria, Pécsi Kisgaléria; Új szenzibilitás : magyar festészet a 80-as években, G. der Stadt Villa Merkel; Esslingen; Dortmund, NSZK; Mágikus művek, Budapest, Lajos u.
- 1988 Magyar festészet a XX. században, National G., Berlin, NDK
- 1989 Művészet ma Magyarországon, Neue G. Sammlung Ludwig, Achen, NSZK; Kortárs magyar művészet, Walker Hill Art Center, Szöul; Az avantgárd vége : 1975-80. A XX. század magyar művészete, Csók Képtár, Székesfehérvár
- 1990 13 magyar művész, Zacheta G., Varsó; A 80-as évek művészete, Neue G. am Landesm. Joanneum, Graz, Ausztria; Budapesti műtermek, Magyar Nemzeti Galéria, Budapest
- 1991 Művészet Európa/Magyarország, Kunsthalle, Bréma; A szabadság emléke, Georges Pompidou Központ, Párizs; Kortárs művészet : Válogatás a Ludwig Múzeum és a Magyar Nemzeti Galéria gyűjteményéből, Magyar Nemzeti Galéria, Budapest; 1960-as évek : új törekvések a magyar képzőművészetben, Magyar Nemzeti Galéria, Budapest; Modern magyar művészet, Szöuli Művészeti Központ, Szöul
- 1992 Hungarica, az 1980-as évek művészete, Modern Művészeti M., Bolzano, Olaszország; Redukcionizmus, Absztrakció Lengyelországban, Csehszlovákiában és Magyarországon : 1950–1980, M. Moderner Kunst, Bécs
- 1993 Hungarica, az 1980-as évek művészete, M. di Roma, Róma; Mi "keletfranciák". Magyar művészet 1981-89. A huszadik század magyar művészete, Csók Képtár, Székesfehérvár; Magyarország akkor és most, IMF Cultural Center, Washington; Magyar Ház, New York, USA; Fővárosi Képtár
- 1994 1980-as évek/Képzőművészet, Ernst Múzeum, Budapest; Európa-Európa, Kunst und Austellungshalle der BDR, Bonn
- 1995 Új szerzemények, Fővárosi Képtár; Keleti inspirációk, Sándor Palota, Budapest;
- 1996 Művek és magatartás : 1990–1996. A huszadik század magyar művészete. Csók Képtár, Székesfehérvár
- 1997 A Merits-gyűjtemény, Szent István Király Múzeum, Székesfehérvár; Olaj/Vászon, Műcsarnok, Budapest
- 1999-2000 Nézőpontok/Pozíciók : Művészet Közép-Európában M. Moderner Kunst, Bécs; Ludwig Múzeum – Kortárs Művészeti Múzeum, Budapest
- 2003 Gutmann Galéria, Budapest[19]
- 2004 Tektonika : Bak Imre, Monori Sebestyén, Nádler István kiállítása, Várfok Galéria, Budapest
- 2005 Bak Imre, Mulasics László, Nádler István, Szirtes János kiállítása, Francia Intézet, Budapest
- 2012 Régi Művésztelepi Galéria, Szentendre; Ámos Imre és a XX. század – kortárs összművészeti kiállítás
- 2013 Dunaszerdahely, Kortárs Magyar Galéria; Pécs, Fő téri Galéria; Berlin, Collegium Hungaricum Berlin; Budapest, Rumbach Sebestyén utcai zsinagóga – Ámos Imre és a XX. század – kortárs összművészeti kiállítás
- 2014 Budapest, Rumbach Sebestyén utcai zsinagóga – Imák Auschwitz után; Varsói Zsidó Történeti Intézet, Wroclaw zsinagóga – "Hol van a te testvére?" – Ámos Imre és a XX. század – kortárs összművészeti kiállítás

## Társasági tagság
- Zuglói Kör
- Iparterv
- Budapesti Műhely
- Széchenyi Művészeti Akadémia (2006-tól)

## Díjai (válogatott)
- Munkácsy Mihály-díj (1986)
- Érdemes művész (1997)
- Kossuth-díj (2001)
- Prima Primissima díj (2013)
- Hazám-díj (2023)[20]